# Mouhcine Outalha
Mouhcine Outalha (arabisch محسن أوطلحة; * 15. Dezember 1998) ist ein marokkanischer Leichtathlet, der sich auf den Langstreckenlauf spezialisiert hat.

## Sportliche Laufbahn
Erste internationale Erfahrungen sammelte Mouhcine Outalha bei den Crosslauf-Weltmeisterschaften 2017 in Kampala, bei denen er mit 25:19 min den 29. Platz im U20-Rennen belegte. Anschließend gelangte er bei den Juniorenafrikameisterschaften in Tlemcen mit 14:44,28 min auf den sechsten Platz im 5000-Meter-Lauf. Im Jahr darauf konnte er sein Rennen bei den U23-Mittelmeer-Meisterschaften in Jesolo über diese Distanz nicht beenden und 2019 erreichte er bei den Afrikaspielen in Rabat mit 13:51,28 min Rang 13. Bei den Halbmarathon-Weltmeisterschaften 2020 in Gdynia gelangte er mit 1:00:26 h auf Rang 15 und im Jahr darauf belegte er bei den Arabischen Meisterschaften in Radès in 13:50,43 min den vierten Platz über 5000 Meter und gewann im 10.000-Meter-Lauf in 29:48,0 min die Bronzemedaille hinter den Bahrainern Dawit Fikadu und Abdel Nasser al-Mai. 2022 startete er im Halbmarathon bei den Mittelmeerspielen in Oran und gewann dort in 1:04:05 h die Goldmedaille. Anschließend belegte er bei den Islamic Solidarity Games in Konya in 29:34,20 min den siebten Platz über 10.000 Meter. Im Jahr darauf siegte er in 2:06:49 h beim Doha-Marathon. Im Jahr darauf gewann er bei den Arabischen Meisterschaften in Marrakesch in 1:06:34 h die Silbermedaille im Halbmarathon hinter dem Dschibuter Abdi Waiss Mouhyadin, ehe er bei den Panarabischen Spielen in Algier in 29:17,40 min die Silbermedaille hinter dem Bahrainer Dawit Fikadu gewann. Anschließend gewann er bei den Spielen der Frankophonie in Kinshasa in 28:55,48 min die Bronzemedaille über 10.000 Meter hinter den Dschibutern Mumin Gala und Jamal Abdi Dirieh und sicherte sich im Halbmarathon nach 1:03:0 h die Silbermedaille hinter Mumin Gala. Im Oktober wurde er bei den Straßenlauf-Weltmeisterschaften in Riga nach 1:03:01 h 46. im Halbmarathon. Bei den Crosslauf-Afrikameisterschaften 2024 in Hammamet wurde er nach 30:48 min 21. im Einzelrennen und anschließend gewann er bei den Arabischen-Crosslauf-Meisterschaften in Amman nach 30:34 min die Silbermedaille hinter seinem Landsmann Hassan Toriss. Im August musste er sein Rennen über die Marathondistanz bei den Olympischen Sommerspielen in Paris vorzeitig beenden.

## Persönliche Bestleistungen
- 3000 Meter: 7:51,55 min, 13. Juli 2018 in Rabat
  - 3000 Meter (Halle): 7:52,77 min, 25. Januar 2018 in Ostrava
- 5000 Meter: 13:27,04 min, 21. Juni 2019 in Carquefou
- 10.000 Meter: 28:32,50 min, 2. Februar 2022 in Rabat
- Halbmarathon: 1:00:26 h, 17. Oktober 2020 in Gdynia
- Marathon: 2:06:49 h, 20. Januar 2023 in Doha